# Смирновская улица (Москва)
Смирно́вская у́лица (название с XIX века) — улица в Юго-Восточном административном округе города Москвы на территории Нижегородского района.

## История
Улица получила своё название в XIX веке по фамилии домовладельца.

## Расположение
Смирновская улица проходит от Подъёмной улицы на юго-восток до путей Горьковского направления Московской железной дороги. Нумерация домов начинается от Подъёмной улицы.

## Примечательные здания и сооружения
По нечётной стороне:
- д. 1 — Институт сервиса Российского государственного университета туризма и сервиса;
- д. 25 — бизнес-центр «Смирновский» (бывший Научно-исследовательский институт электровакуумного стекла).

По чётной стороне:
- д. 10 — ОАО «Промсвязьбанк»;
- д. 10, стр. 15 — ОАО «Московский завод „Пневмостроймашина“».

## Транспорт

### Наземный транспорт
По Смирновской улице проходят автобусы 365, 567. У северо-западного конца улицы, на Подъёмной улице, расположена остановка «Смирновская улица» автобусов 340, 365, 567, 759, 805.

### Метро
- Станция метро «Авиамоторная» Калининской линии и станция «Авиамоторная» Некрасовской линии — северо-восточнее улицы, на пересечении шоссе Энтузиастов и Авиамоторной улицы.
- Станция метро «Волгоградский проспект» Таганско-Краснопресненской линии — юго-западнее улицы, на Волгоградском проспекте у примыкания к нему Новоостаповской улицы.
- Станция метро «Нижегородская» Некрасовской линии — юго-восточнее улицы, между Рязанским проспектом и путями Горьковского направления Московской железной дороги.
- Станции метро «Площадь Ильича» Калининской линии и «Римская» Люблинско-Дмитровской линии (соединены переходом) — северо-западнее улицы, на площади Рогожская Застава на пересечении шоссе Энтузиастов с Электродной улицей и Электродным проездом.

### Железнодорожный транспорт
- Платформа Калитники Курского направления Московской железной дороги (МЦД-2)— юго-западнее улицы, между Третьим транспортным кольцом и Нижегородской улицей.